# Bo Gritz
Pour les articles homonymes, voir Gritz.
James Gordon Gritz dit Bo Gritz, né le 18 janvier 1939, à Enid, Oklahoma, est l'officier de la guerre du Viêt Nam le plus décoré de l'histoire. Il vit à Sandy Valley, Nevada avec sa femme Judy. Il a été candidat à l'élection présidentielle américaine de 1992 sous l'étiquette du Parti populiste et soutient les groupuscules suprématistes.

## Récompenses
- Silver Star
- Legion of Merit
- Distinguished Flying Cross
- Bronze Star
- Purple Heart
- Meritorious Service Medal
- Armed Forces Expeditionary Medal
- Air Medal
- Presidential Unit Citation
- Good Conduct Medal
- Combat Infantryman Badge
- Master Parachutist Badge